# رولاندو شیاوی
رولاندو شیاوی (انگلیسی: Rolando Schiavi؛ زادهٔ ۱۸ ژانویهٔ ۱۹۷۳) بازیکن فوتبال اهل آرژانتین است.
از باشگاه‌هایی که در آن بازی کرده‌است می‌توان به باشگاه فوتبال هرکولس، باشگاه فوتبال بوکا جونیورز، باشگاه فوتبال استودیانتس، باشگاه فوتبال نیولز اولد بویز، باشگاه فوتبال گرمیو، باشگاه فوتبال شانگهای گرینلند شنهوآ، و باشگاه فوتبال آرژانتینوس جونیورز اشاره کرد.
وی همچنین در تیم ملی فوتبال آرژانتین بازی کرده‌است.